# Gomphosus caeruleus
Gomphosus caeruleus là một loài cá biển thuộc chi Gomphosus trong họ Cá bàng chài. Loài cá này được mô tả lần đầu tiên vào năm 1801.

## Từ nguyên
Từ định danh của loài, caeruleus, trong tiếng Latinh có nghĩa là "có màu xanh lam", hàm ý đề cập đến màu sắc cơ thể của cá đực, xanh lục lam sẫm.

## Phạm vi phân bố và môi trường sống
G. caeruleus có phạm vi phân bố rộng rãi trên Ấn Độ Dương. Từ Biển Đỏ và vịnh Oman, loài này được ghi nhận dọc theo bờ biển phía nam bán đảo Ả Rập và trải dài theo bờ biển Đông Phi, bao gồm Madagascar và các đảo quốc, bãi ngầm lân cận; từ vùng biển phía nam Ấn Độ, phạm vi của loài này trải dài về phía nam đến Sri Lanka, Maldives, Chagos; và từ biển Andaman trải dài xuống phía nam đến đảo Sumatra và Java.
G. caeruleus gần những rạn san hô viền bờ và trong các đầm phá ở độ sâu đến ít nhất là 35 m.

## Mô tả
G. caeruleus có chiều dài cơ thể tối đa được ghi nhận là 32 cm. Các loài Gomphosus đều có chung một đặc điểm là phần mõm dài và nhọn như mỏ chim nhưng mõm của cá con ngắn hơn rất nhiều.
Cá cái có nửa dưới đầu và ngực màu trắng; lưng và nửa thân trên có màu nâu sẫm; phần thân còn lại, vây hậu môn và vây đuôi có màu vàng, có những chấm đen trên mỗi vảy; vùng trên của mõm có màu đỏ, kéo dài thành sọc nâu băng qua mắt; vây đuôi hơi bo tròn. Cá đực có màu xanh lục lam sẫm, vây lưng và vây hậu môn có màu xanh lục sáng; vây ngực có dải màu xanh lam nhạt ở rìa; vây đuôi lõm với một dải màu lục sáng hình bán nguyệt ở rìa sau. Cá con màu trắng xám với một dải màu sẫm từ mõm băng qua mắt; thân trên sẫm màu hơn.
G. caeruleus có thể phân biệt với loài họ hàng duy nhất của nó, Gomphosus varius, qua việc thiếu vệt màu vàng lục ở bên thân (chỉ có ở cá đực G. varius). Cá con và cá cái của hai loài có hình thái hoàn toàn khác nhau.
Số gai ở vây lưng: 8; Số tia vây ở vây lưng: 13; Số gai ở vây hậu môn: 2; Số tia vây ở vây hậu môn: 11; Số tia vây ở vây ngực: 15.

## Sinh thái và hành vi
Thức ăn của G. caeruleus là các loài thủy sinh không xương sống nhỏ. Chúng sử dụng cái mõm dài để dò tìm con mồi giữa các rạn san hô.
Cũng như G. varius, G. caeruleus cũng được xem là một loài cá cảnh.